# William Hogarth
William Hogarth (ur. 10 listopada 1697 w Londynie, zm. 26 października 1764 tamże) – angielski malarz, miedziorytnik, twórca rysunkowych satyr i rycin, wolnomularz. Tworzył rysunki przypominające dzisiejsze komiksy.

## Życiorys
Syn nauczyciela szkolnego, parającego się też pisarstwem. W młodości uczeń Ellisa Gamble w Leicester Fields, od którego uczył się techniki miedziorytniczej, tworząc druki reklamowe itp. Hogarth żył w okresie, kiedy praca artystyczna była intensywnie komercjalizowana, wystawy już nie odbywały się w kościołach i w domach koneserów, ale w oknach sklepowych, tawernach, publicznych budynkach, a kopie dzieł twórców były już sprzedawane w drukarniach.
Zdobył popularność jako portrecista i twórca scen figuralnych. W 1746 namalował aktora Davida Garricka jako Ryszarda III, za co został wynagrodzony kwotą £200, co stanowiło więcej, pisał, niż jakikolwiek angielski artysta kiedykolwiek otrzymał za jeden portret. W tym samym roku wyjątkowe powodzenie miał szkic przedstawiający Simona Frasera, 11. Lorda Lovat, uwięzionego za zdradę, a następnie ściętego na Tower Hill.
Od 1731 Hogarth wydawał cykle rycin Progresses, były to satyryczne grafiki o moralizatorskim przesłaniu. W 1753 opublikował traktat The Analisys of Beauty (Analiza piękna), w 1757 został mianowany nadwornym malarzem króla Jerzego II.
Hogarth był twórcą cyklicznych opowieści, których bohaterami byli ludzie źli, zepsuci i zdemoralizowani. W swoich dziełach tępił lenistwo i zepsucie, pokazując, że do dobrobytu prowadzą uczciwość, pracowitość i pobożność. Rozpusta czy nieuczciwość według dzieł Hogartha są przyczyną upadku, nędzy, szaleństwa czy śmierci.
Artysta wywarł wpływ na wielu malarzy moralistów, m.in. Jeana Greuze'a, Jacques'a Davida i, zdaniem części krytyków, Francisca Goyę. Jego prace znajdują się przede wszystkim w zbiorach angielskich i amerykańskich.

## Wybrane dzieła
- Kariera rozpustnika (1733), 62,5 x 75 cm, John Soane’s Museum, Londyn (8 epizodów)

1. Spadek po skąpcu
2. Poranek
3. Orgia w gospodzie
4. Aresztowany za długi
5. Małżeństwo z bogatą staruchą
6. Dom gry
7. Więzienie
8. Dom obłąkanych

- Modne małżeństwo (1744), 68,5 x 89 cm, National Gallery w Londynie (6 epizodów)

1. Kontrakt małżeński
2. Krótko po ślubie
3. Wizyta u znachora
4. Toaleta
5. Dom publiczny
6. Śmierć

- Wybory (1754), 101,5 x 127 cm, John Soane’s Museum, Londyn (4 epizody)

1. Bankiet przedwyborczy
2. Konsultacja agentów wyborczych
3. Głosowanie
4. Triumfalny pochód zwycięzców

- Cztery pory dnia (ok. 1736), 74 x 61 cm, Upton House, Warwickshire (4 epizody)

1. Ranek
2. Południe
3. Wieczór
4. Noc

- Kariera nierządnicy (1731), 29,9 x 38,5 cm, British Museum, Londyn (6 płócien spłonęło w 1755, zachowały się jedynie ryciny)

1. Przybycie do Londynu
2. Kłótnia z żydowskim protektorem
3. Aresztowanie
4. W więzieniu Bridewell
5. Dysputa doktorów
6. Pogrzeb

- Autoportret w pracowni (1758), 39,5 × 37,5 cm, National Portrait Gallery, Londyn
- Dzieci Grahamów (1742), 161 x 181 cm, National Gallery w Londynie
- Dziewczyna z krewetkami (ok. 1759), 63,5 x 51 cm, National Gallery w Londynie
- Kapitan Thomas Coram (1740), 239× 147,5 cm, Fundacja im. Thomasa Corama, Londyn
- Służba Hogartha (po 1759), 62 x 75 cm, Tate Gallery, Londyn
- Szatan, Grzech i Śmierć (Scena z "Raju utraconego" J. Miltona), (1735-40), 61,9 x 74.5 cm, Tate Gallery, Londyn